# أورسولا كنكسميل هارت
رأت النور أورسولا كنڭسميل هارت(URSULA KINGSMILL HART) في الهند عام 1920 من أبوين بريطانين.تربت في ظل النظام التربوي الفرنسي لتترعرع فيما بعد في المغرب البلد الذي كانت تعتبره وطنها.بعد عودتها إليه سنة 1958، تعرفت في طنجة على الأنتروبولوجي الأمريكيي دافيد مونتڭومري هارت(DAVID MONTGOMRY HART) فتزوجت به.سافرت معه إلى الريف المغربي حيث كان يقوم ببحث ميداني، في قبيلة آيث ورياغل التي تعتبر أكبر تجمع سكان
ي في شمال أفريقيا.افتتنت بالعمل الذي يقوم به زوجها فقررت مرافقته طوال مدة إقامته هناك.بعد أن احتضنتهما عائلة ريفية من آيت وريرث، تعلمت اللغة الريفية، فساهمت بذلك على مساعدة هارت على التعرف عن قرب على العالم الداخلي للبيت الريفي الذي كان من المستحيل على الباحث الذكر اقتحامه وبالتالي التعرف عليه في مجتمع محافظ.ويعتبر الكتاب الذي أنجزته أرسولا، والذي نشر سنة 1994 تحت عنوان
«Behind the courtyard door;the daily life of tribeswomen in northen morocco» ثمرة هذه المساهمة.ترجم فيما بعد إلى الإسبانية سنة 1998. وترجم إلى العربية عام 2010 تحت عنوان «وراء باب الفناء, الحياة اليومية للنساء الريفيات». عند انتهاء زوجها من عمله الميداني سنة 1967، غادرت وإياه الريف، وعاشا في بلدة ڭروشا بإقليم ألميريا بإسبانيا، إلى أن فارقت الحياة يوم 22 يناير 1996.